# Miguel Ángel Russo
Miguel Ángel Russo (Lanús, 9 de abril de 1956) é um treinador e ex-futebolista argentino que atuava como meio-campista. Atualmente comanda o Boca Juniors.

## Carreira como jogador
Russo começou sua carreira de jogador no Estudiantes de La Plata, em 1975 retirando-se em 1988. Jogou 418 partidas, todas como jogador do Estudiantes, marcando 11 gols.
Pela Seleção Argentina disputou 17 partidas pela Seleção Argentina de Futebol, marcando 1 gol. Devido a uma série de lesões, não fez parte do plantel campeão da Copa do Mundo de 1986.

## Carreira como treinador

### Universidad de Chile
Em 1996, dirigiu a Universidad de Chile, onde os conduziu à chave semifinal da Copa Libertadores desse ano.

### Colón
Em 1999 voltou ao seu país para dirigir Colón.

### Rosario Central
No final de 2002 voltou a comandar o Rosário Central, onde tirou a equipe das últimas colocações da média de rebaixamento e a colocou em 3º no Clausura 2003 e 6º no Apertura desse mesmo ano, classificando assim o Auriazul definido para a Copa da América do Sul de 2003 e a Copa Libertadores de 2004.

### Vélez Sarsfield
O Vélez Sarsfield o contratou em 2005 e venceu o Torneio Clausura daquele ano, seu primeiro título como treinador na Primeira Divisão. Naquela temporada ele também chegou às semifinais da Copa Sul-Americana.

### Boca Juniors
Depois de dois anos em Vélez, em 15 de dezembro de 2006 ele assinou um contrato com o Boca Juniors. Lá sagrou-se campeão da Copa Libertadores da América de 2007, título mais marcante de sua carreira de treinador, conquistando o que seus antecessores Juan Carlos Lorenzo e Carlos Bianchi haviam conquistado. A equipe se destacou por seu grande jogo ofensivo, com um ataque massivo liderado por Juan Román Riquelme, que foi o melhor jogador daquela Copa Libertadores. Venceu o Grêmio na final por 5 a 0 no total, sendo o maior resultado da história do torneio.
No Torneio Clausura de 2007, a equipe de Miguel Ángel Russo também somou muitos pontos, mas seria vice-campeã com 6 unidades de San Lorenzo.
Anunciou sua saída da instituição em dezembro de 2007.

### San Lorenzo
Em junho de 2008 ingressou no San Lorenzo de Almagro.

### Rosario Central
Retornou a Rosário Central para sua terceira etapa na instituição em 2009, tendo que revalidar sua vaga na categoria mais alta do futebol argentino ao disputar a Promoção contra o Belgrano de Córdoba. A equipe permaneceu na Primeira Divisão, mas o presidente do clube, Horacio Usandizaga, decidiu não renovar o contrato.

### Racing Club
Em 16 de fevereiro de 2010 foi contratado pelo Racing Club de Avellaneda.

### Estudiantes de La Plata
Em meados de 2011, ele retornou ao Estudiantes de La Plata, instituição que já havia dirigido profissionalmente entre 1994 e 1995.

### Retorno ao Rosario Central
No ano seguinte, foi novamente contratado pelo Rosario Central, para liderar a equipe no torneio Primera B Nacional, durante a temporada 2012/13, e conquistou o título para voltar à Primeira Divisão. Assim se tornou um dos treinadores com mais partidas disputadas na história do Rosário Central, ultrapassando Edgardo Bauza. É, ainda, o segundo dirigente do clube que não sofre derrotas nos primeiros oito clássicos administrados, depois de Miguel Ignomiriello, na década de 1960.
Na Copa da Argentina, porém, o time passou por fases até chegar à final. Lá, foi vice-campeão, perdendo a final contra o Huracán, na disputa de pênaltis, após empate em 0 a 0.
Deixou a equipe no fim da temporada 2014.

### Vélez Sarsfield
Ele concordou em retornar ao Vélez Sarsfield em 2015 para liderar a equipe profissional por duas temporadas.

### Millonarios
Em 23 de dezembro de 2016, foi escolhido para treinar o Millonarios de Bogotá. Em 17 de dezembro de 2017, Russo foi coroado campeão do Torneio de Finalização 2017 com o Millonarios. A equipe de embaixadores alcançaria assim seu 15º título da liga após 5 anos de seca. Na final dessa disputa aconteceria o Clássico Capital entre Millonarios e Independiente Santa Fe, em que Russo obteria seu primeiro título com a seleção azul ao vencer a primeira partida por 1 a 0 e empatar a segunda mão com um resultado de 2–2. Depois disso, Russo se classificaria com o Millonarios para a Copa Libertadores 2018, direto para a fase de grupos.
Em 7 de fevereiro de 2018, Miguel Ángel Russo conquistaria seu segundo título com o Millonarios, desta vez pela Superliga de Colômbia 2018, torneio entre os dois campeões da liga do ano anterior. O time 'embaixador' derrotaria o Atlético Nacional no Clássico Colombiano como visitante, por 1-2 e depois de ter empatado em 0-0 na cidade de Bogotá. Vale destacar que os dois títulos foram conquistados como visitante contra os dois maiores rivais do Millonarios: Independiente Santa Fe e Atlético Nacional.
Em 17 de abril de 2018, atingiria a marca de mil partidas dirigidas profissionalmente. Foi na vitória de sua equipe, o Millonarios de Bogotá, por 4 a 0 sobre o Deportivo Lara, em partida válida pela Copa Libertadores 2018.
Em 5 de novembro de 2018, Miguel Ángel Russo encerrou sua etapa como técnico do Millonarios após chegar a um acordo mútuo com a instituição.

### Alianza Lima
Em 4 de janeiro de 2019, ele é oficializado como o novo técnico do Alianza Lima para todo o ano de 2019.

### Cerro Porteño
Em 7 de junho de 2019, foi oficializada sua transferência para Cerro Porteño.

### Retorno ao Boca Juniors
Em janeiro de 2020, iniciou seu segundo ciclo no Boca Juniors. Tornou-se campeão da Superliga 2019-20. Levando o time às semifinais da Copa Libertadores da América em seu primeiro ano do ciclo atravessado pela pandemia.
Em 17 de janeiro de 2021, ele se tornou campeão novamente com o Boca Juniors contra o Banfield da Copa da Liga Profissional de 2020 nos pênaltis por 5 a 3, depois de ter empatado em 1 a 1 nos 90 minutos de jogo. Em 16 de maio de 2021, ele eliminou o River Plate da Copa da Liga Profissional de 2021 nas quartas de final. Quase 3 meses depois, em 4 de agosto, ele eliminou novamente os Millonarios, desta vez pelas oitavas de final da Copa Argentina. Foi 4–1 nos pênaltis, depois de um 0–0 no tempo regulamentar. No entanto, na Copa Libertadores de 2021  foi eliminado nas oitavas de final em uma polêmica disputa de pênaltis contra o Atlético Mineiro.
Seu último jogo foi em 15 de agosto de 2021.

## Títulos

### Como jogador
Estudiantes
- Campeonato Argentino: 1982 (Metropolitano), 1983 (Nacional)

### Como treinador
Lanús
- Primera B Nacional: 1991-92

Estudiantes
- Primera B Nacional: 1994-95

Vélez Sarsfield
- Campeonato Argentino: 2004-05 (Clausura)

Boca Juniors
- Copa Libertadores da América: 2007[5]
- Campeonato Argentino: 2019–20
- Copa da Liga Argentina: 2020

Rosario Central
- Primera B Nacional: 2012-13
- Copa da Liga Argentina: 2023

Millonarios
- Campeonato Colombiano: 2017 (Finalización)
- Superliga da Colômbia: 2018